# Paris Moon
Albums de Blackmore's Night
Winter Carols
(2006) Secret Voyage
(2008)
Paris Moon est un DVD / CD de concert de longue durée sorti par le groupe Blackmore's Night en 2007. Cette sortie célèbre les 10 ans du groupe avec un concert à l'Olympia de Paris en 2006, reproduit dans son intégralité sur le DVD. Paris Moon est nommé au New Age Reporter Lifestyle Music Award dans trois catégories: meilleur album vocal, meilleur album et meilleur album celtique.

## Analyse des titres
A coté de pièces inspirées d'airs traditionnels du Moyen âge ou de la Renaissance, le groupe y interprète un certain nombre de reprises comme Rainbow Blues de Jethro Tull, Diamonds and Rustt de Joan Baez, Streets of London de Ralph McTell, Saint-Teresa  de Joan Osborne, et quelques chansons des groupes précédents de Ritchie Blackmore : Soldier of Fortune de Deep Purple et Ariel de Rainbow (bien que cette chanson ait été écrite, par Night et Blackmore).
Lors de la pièce instrumentale Durch Den Wald Zum Bachhaus, Sir Robert of Normandie, accompagné uniquement par Squire Malcolm of Lumley à la batterie, interprète un solo de basse dans lequel il incorpore des extraits de pièces célèbres comme l'hymne français La Marseillaise, La Lettre à Élise de Beethoven, Kashmir de Led Zeppelin ou Les Quatre Saisons de Vivaldi, avant que Bard David of Larchmont, ne délivre un solo de piano (sans les autres musiciens) incorporant, entre autres, Jésus que ma joie demeure demeure de Bach.
Pendant la chanson Home Again, le groupe joue un extrait de la célèbre chanson juive Hava Nagila, puis le claviériste Bard David of Larchmont entonne la chanson à boire américaine Drinking Song, avant que Candice Night n'interprète un passage de la pièce folklorique allemande Le joyeux promeneur.
La pièce intitulée Keyboard Solo voit à nouveau Bard David Of Larchmont seul au piano jouer des airs classiques qui se terminent par le célèbre thème de la 5e symphonie de Beethoven, interprété avec les autres musiciens, et servant d'introduction au titre Ariel.
Le titre Loreley se termine par une improvisation blues de Ritchie Blackmore à la guitare électrique, lequel introduit la pièce suivante The Clock Ticks On avec un solo à la vielle à roue avant de repasser à la guitare acoustique. A la fin de cette chanson, deux musiciens supplémentaires montent sur scène pour accompagner Candice Night à la chalemie : Albert Dannenmann (du groupe Des Geyers) à la flûte de le Renaissance et Thomas Rock à la cornemuse.
A la fin du dernier titre (avant les rappels) Fires at Midnight, Ritchie Blackmore, accompagné les deux premières minutes par Squire Malcolm of Lumley aux percussions et Sir Robert of Normandie à la guitare acoustique, puis totalement seul, délivre un solo de guitare acoustique de plus de cinq minutes (alors que la version studio figurant sur l'album homonyme incluait un long solo à la guitare électrique).
Le premier titre de rappel St Teresa débute par un extrait de Difficult to Cure de Rainbow qui reprend le célèbre thème de l'Ode à la joie de la neuvième symphonie de Beethoven.

### Bonus
Le DVD contient également une galerie de photos du concert, avec en fond sonore la chanson Streets of London, reprise de Ralph McTell, chantée en français par Candice Night.
Le coffret contient un CD extra contenant neuf titres du concert, ainsi qu'une version studio de The Village Lanterne, un montage radio de All Because of You, et une vidéo de Village Lanterne.

## Liste des titres

### DVD
1. Introduction
2. Past Time With Good Company
3. Rainbow Blues (Jethro Tull)
4. Play Minstrel Play
5. World of Stone
6. Under a Violet Moon
7. Soldier of Fortune (Deep Purple)
8. Durch Den Wald Zum Bachhaus (avec un solo de basse et de piano)
9. Diamonds and Rust (Joan Baez)
10. Minstrel Hall
11. Home Again (avec Hava Naguila, Drinking Song et le Joyeux promeneur)
12. Streets of London (Ralph McTell)
13. Renaissance Faire
14. Keyboard Solo (avec la 5e symphonie de Beethoven)
15. Ariel (Rainbow)
16. Loreley (se terminant par une improvisation blues)
17. The Clock Ticks On (avec une introduction à la vieille à roue)
18. Fires at Midnight (avec un long solo de guitare acoustique)
19. St. Teresa (Joan Osbourne) (avec Difficult to Cure en introduction)
20. The Village Lanterne

### CD extra

#### Concert
1. Past Time With Good Company/Rainbow Blues
2. Play Minstrel Play
3. World of Stone
4. Under a Violet Moon
5. Minstrel Hall
6. Home Again
7. Ariel
8. The Clock Ticks On
9. Fires at Midnight

#### Titres bonus
1. The Village Lanterne (Studio Version)
2. All Because of You (Radio Edit)
3. The Village Lanterne (piste vidéo)

## Musiciens
- Ritchie Blackmore : guitares électriques et acoustiques, vielle à roue, mandole, mandoline
- Candice Night : chant, chalemie, rauschpfeife, flûte irlandaise, flûte à bec, cornemuse, tambourin
- Sir Robert of Normandie (Robert Curiano[4]) : basse, guitare acoustique rythmique, chœurs
- Bard David of Larchmont  (David Baranowski[5]) : claviers, chœurs, chant sur Drinking Son dans Home Again
- Squire Malcolm of Lumley (Malcolm Dick[6]) : batterie, percussions

- Sisters of the Moon : Lady Madeline et Lady Nancy (Madeline et Nancy Posner[7]) : chœurs, tambourin

### Musiciens additionnels
- Albert Dannenmann : flûte de la renaissance sur The Clock Ticks On
- Thomas Roth : cornemuse sur The Clock Ticks On

A noter la présence dans ce concert du bassiste Sir Robert of Normandie (Robert Curiano) dont c'est la dernière apparition dans Blackmore's Night, et qui en 2015 deviendra membre (sous le nom Bob Nouveau) du groupe Rainbow, reformé par Ritchie Blackmore. Il s'agit également du dernier album avec les choristes jumelles Madeline et Nancy Posner après cinq ans de présence dans le groupe.